# Süteő család
Süteő (Sütő, Süttő) család egyházi nemesi család volt Verebélyen és környékén.
A 16. század végén Verebélyen élt Sütö György. Az 1604-es dézsmában (tized) is szerepelnek családtagok.
1609. július 16-án Lőrinc kapott címeres nemeslevelet. 1621-ben Sütő Benedek nyitrai lakos volt. 1623-ban Süteö Ambrus, felesége Erzsébet és gyermekeik István, János, Magdolna és Ilona kaptak címeres nemeslevelet II. Ferdinándtól. 1662-ban Süttő Mátyás visszaváltotta atyafia néhai Csyfári Márton Bajkay Pálnak elzálogosított verebélyi jószágát. 1664-ben Verebélyen Suto Mihál és fia Istók legény, Suto András, illetve Suto János, Kalászon Suto Lukács szerepeltek a török defterben.
1699-ben Süteő András kapott többekkel érseki új adományt Verebélyen a Csiffáry kúriában. Eredetileg Verebélyen, Munkádon és Nemespannon birtokolhatott és intézett adományt, utóbbiakra való jogigénye azonban valószínűleg nem volt megalapozott. A "kuruc világ" után 3 évig Sütő András özvegye Lehoczky Ilona és fia Sütő Pál Ákoss (kápolnánál), Széplak, Munkád és Kistild prédiumok földjeit és szőlőit használták, mígnem egy büntetést Vass Miklós helyettük letett, és későbbi házukat átengedte nekik, zálogba vette az említett földeket. Az 1715-ös összeírásban Verebélyen András szerepel. Később Süteő Pál birtokolt Verebélyen.
1752-ben Sütő András Csáky Miklós érsek beiktatására menő banderium közvitéze volt.
Verebélyi birtokukon régészeti leletek is előkerültek. Családi címerük pecsétekről ismert. 1760-ban és 1763-ban, illetve 1766-ban eltérő kerek vörösviaszpecsétet használt Süteő Pál verebélyi széki szolgabíró. A pecsét osztott pajzsában felül szablyás oroszlán, alul három ágú virág. A sisakdíszben madárszárnyak közt szablyás emberi alak. Oldalt P S monogramm. 1772-ben, illetve 1778-ban és 1780-ban Süteő Pál verebély széki szolgabíró két különböző ovális pecsétnyomót használt. A koronás sisak sisakdíszének alakja páncélos lovag fején tolldísszel. 1799-ben ifj. Süteö Pál szolgabíró által használt pecsét monogram nélküli. 1821-ben Süteö Kázmér verebély széki esküdt pecsétjében ötágú korona alatti háromágú svájci osztott pajzsban felül szablyás oroszlán, alul három virág. 1830-ban Süteö János verebély széki szolgabíró Páléhoz hasonló körpecsétet használt. A pecséteken talált szimbolika hasonló az 1623-as armálisban lévővel.

## Neves személyek

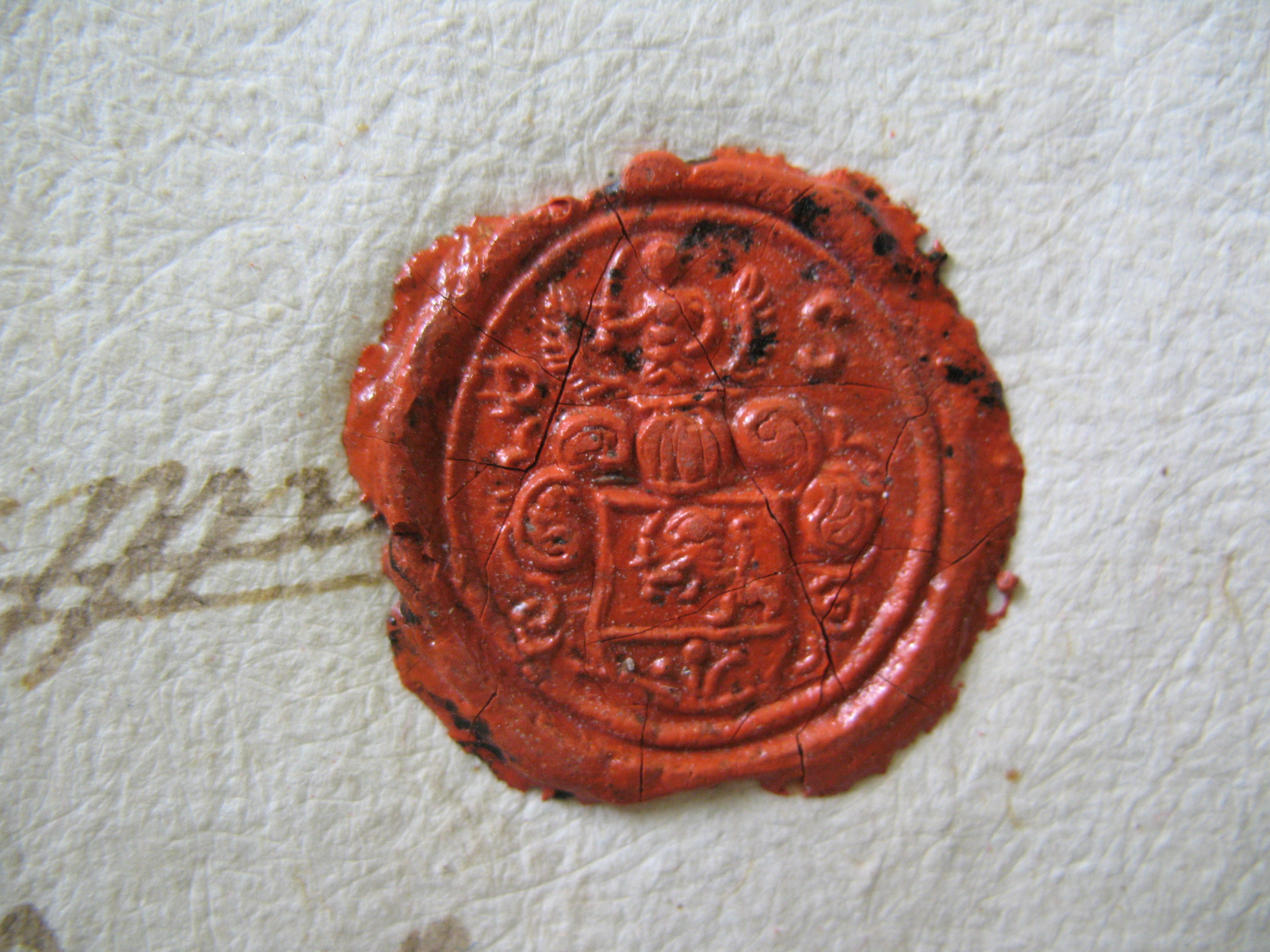
Süteő Pál (1763)
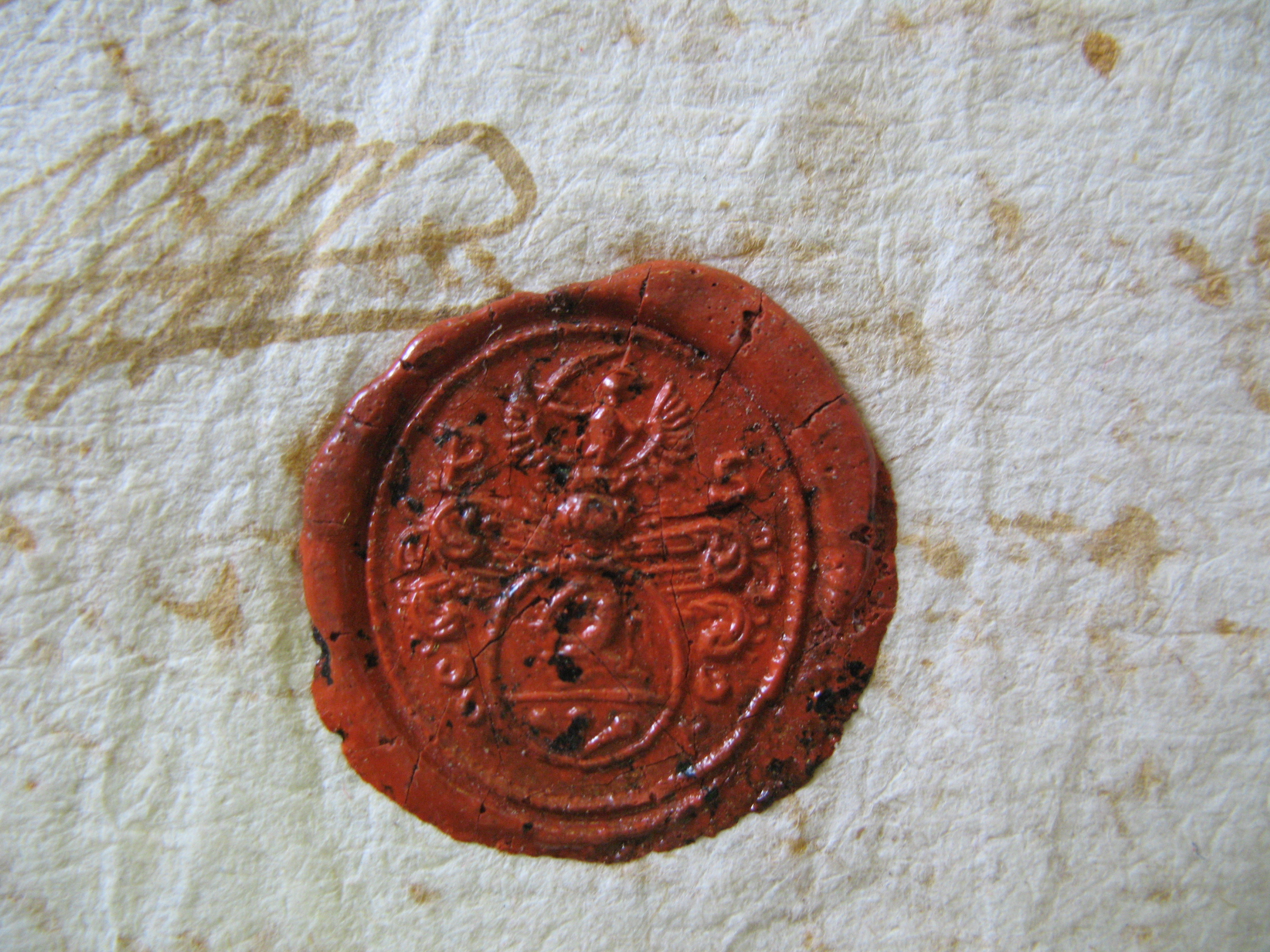
Süteő Pál (1766)
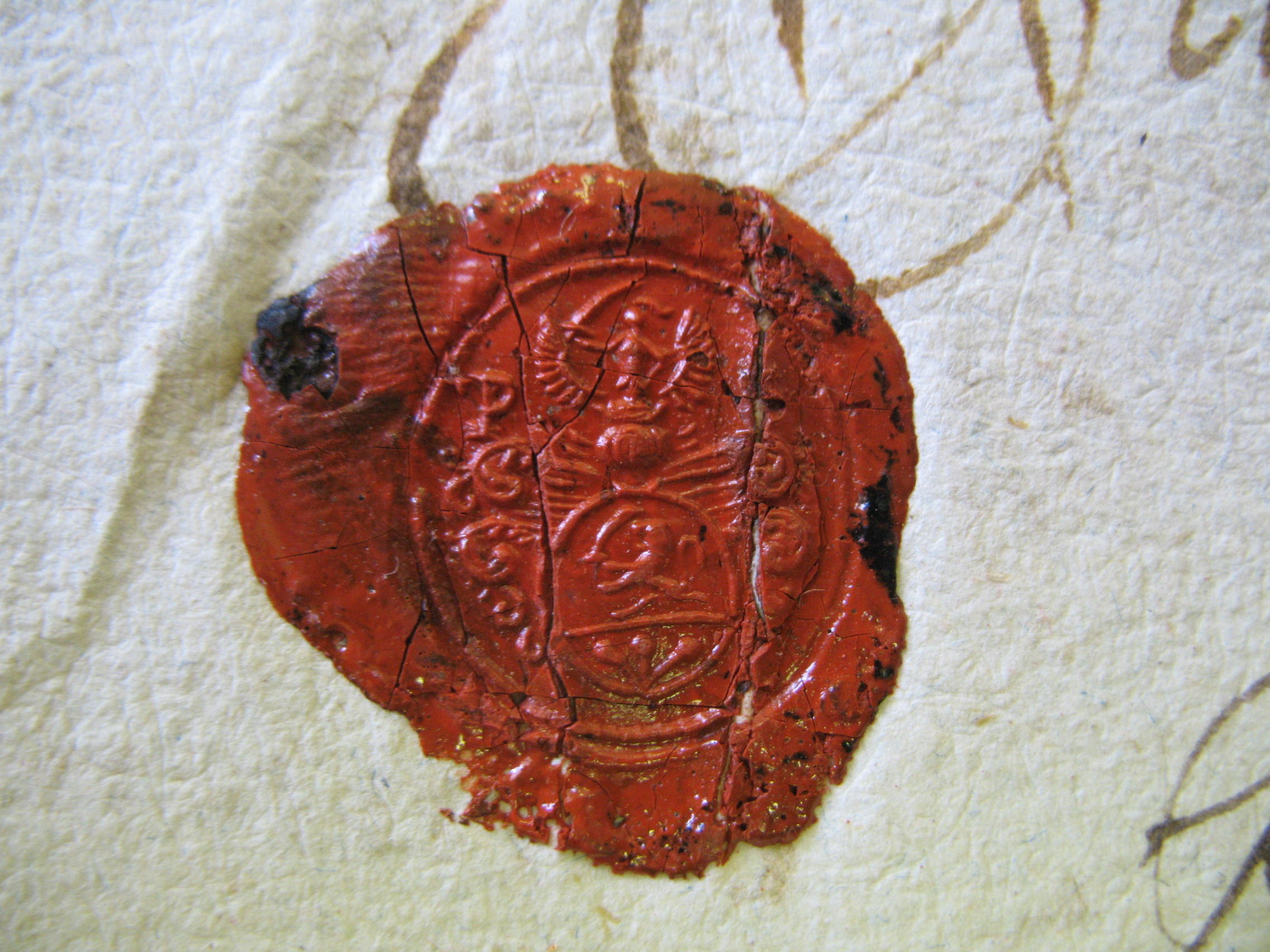
Süteő Pál (1778)
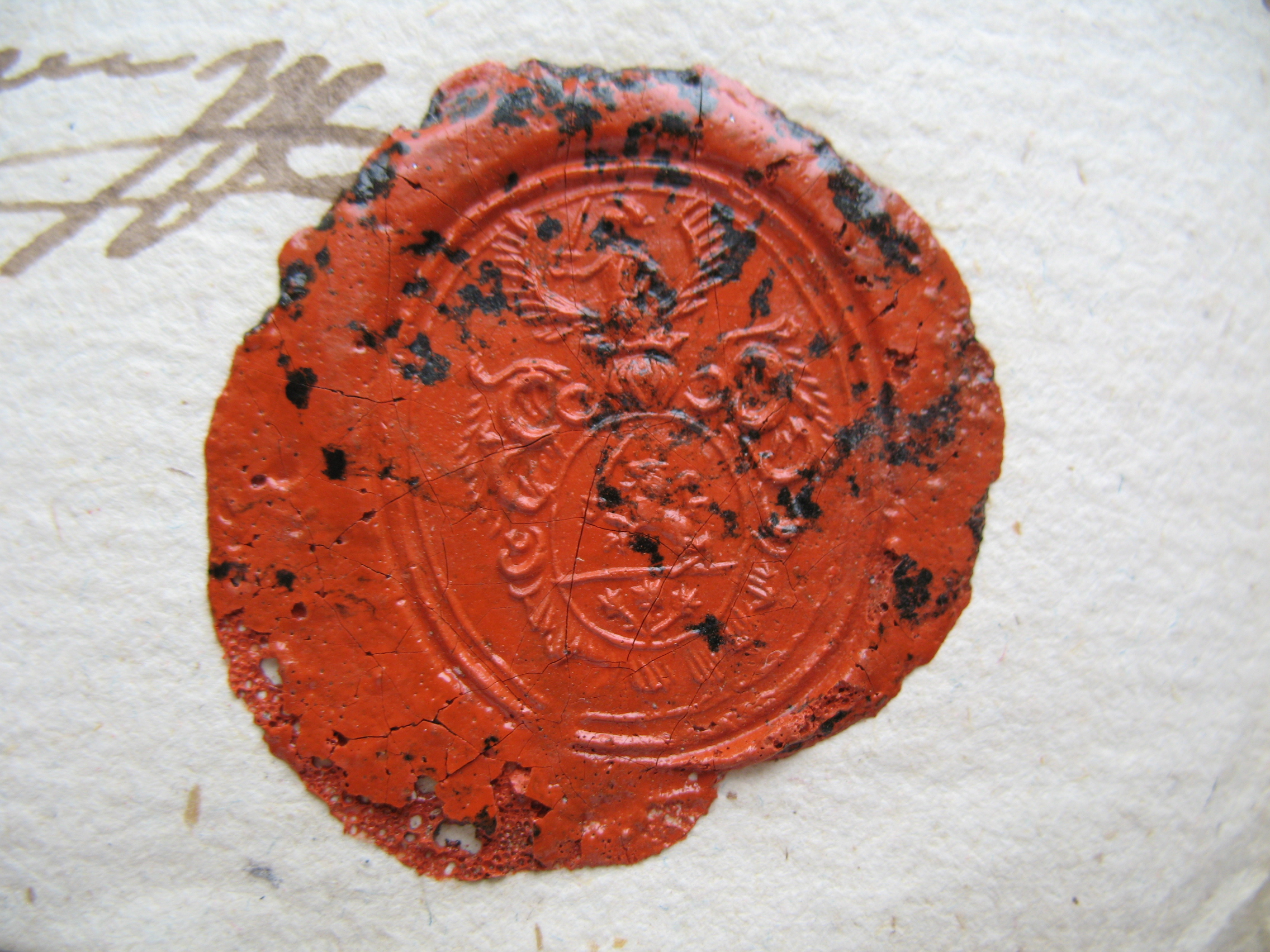
ifj. Süteő János (1799)
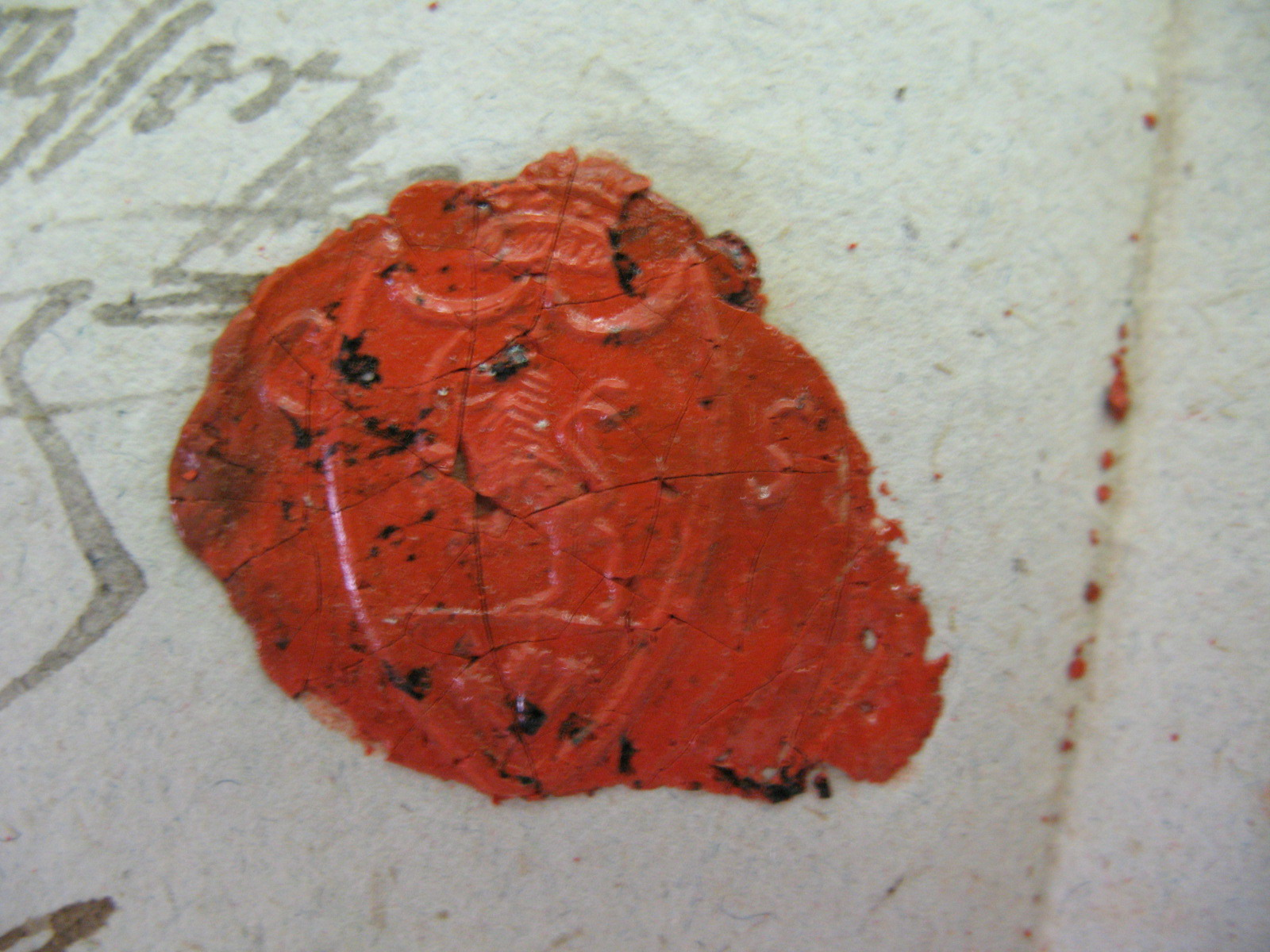
Süteő Kázmér (1821)
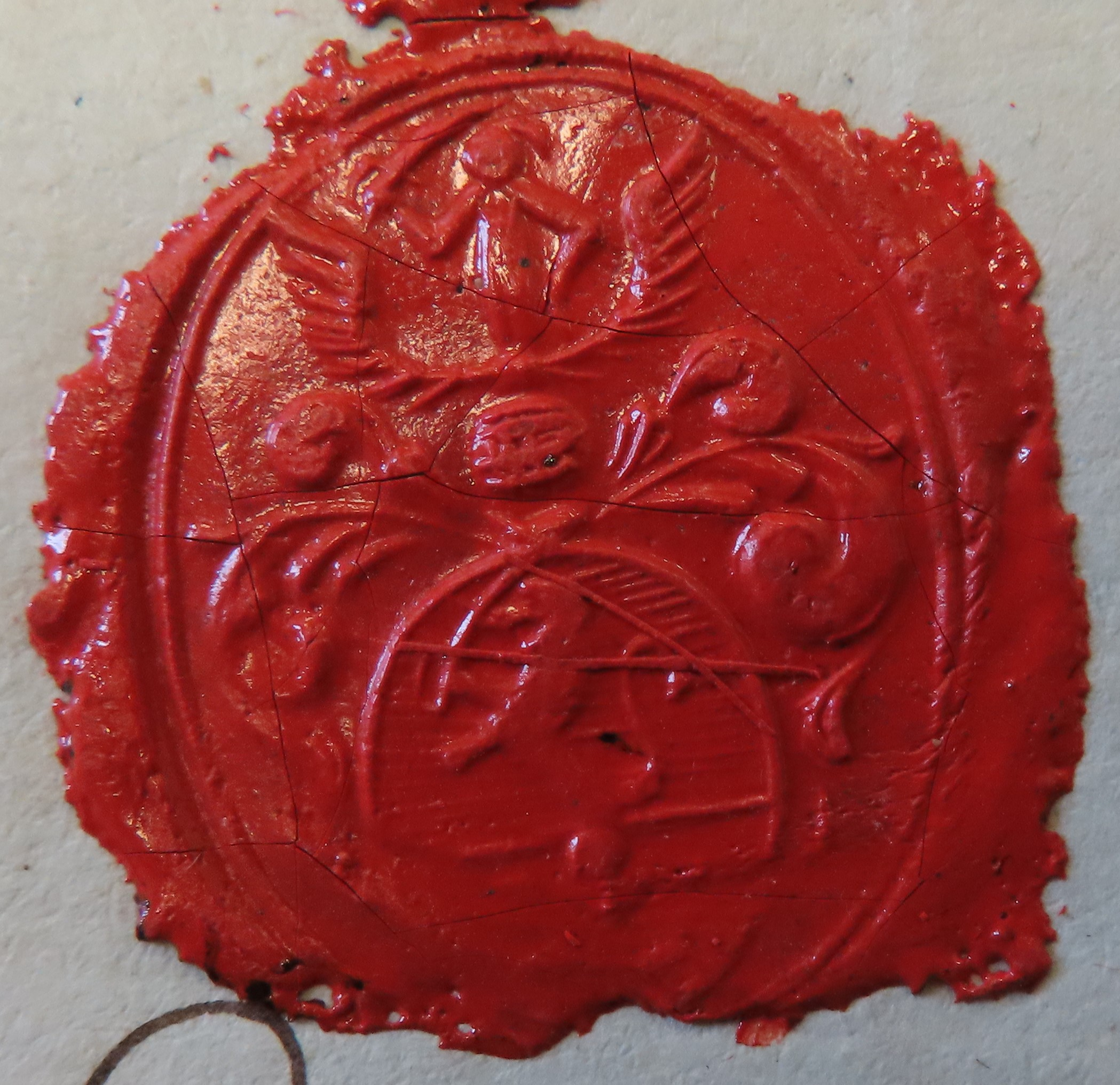
Süteő Ferenc (1834) főbíró
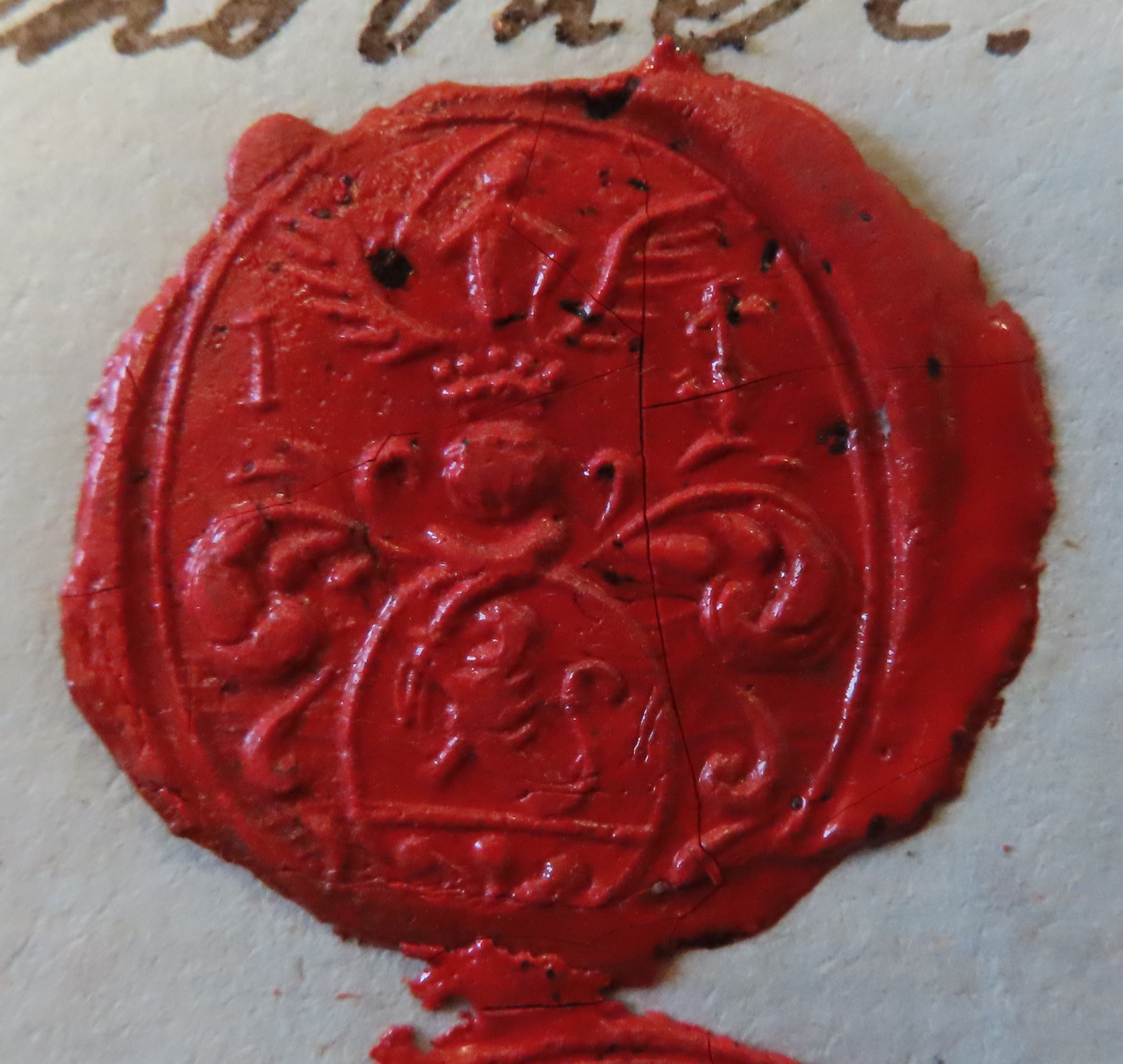
Süteő János (1834) táblabíró

Bars vármegyében a családból többen viseltek megyei kisebb hivatalt
- Sütteő Pál verebélyi széki szolgabíró 1763-ban,[24] 1767-ben[25] és 1771-ben,[26] 1772-ben,[27] 1779-ben, táblabíró 1781-ben[28]
- id. Süttő János a verebélyi szék aljegyzője 1795-ben
- ifj. Süttő János néveri járási szolgabíró 1795-ben[29] és szolgabíró 1823-ban[30] és 1825-ben,[31] illetve 1830-ban, 1831-ben főbíró[32]
- Süteő Kázmér Bars vármegyei esküdt (1821-1840 körül),[33] majd alszolgabiró, 1845-től verebélyi biztos főbíró[34]
- Sütteő Ferenc 1828-ban Bars vármegye becsületbeli esküdtje,[35] 1831-ben és 1837-ben[36] a verebélyi szék pénztárnoka, 1831-ben néveri,[37] 1837-ben verebélyi főszolgabíró,[36] 1834-ben Bars vármegyei esküdt,[38] 1842-ben alszolgabiró lett[39]
- Süteő Ferdinánd esküdt 1840-ben
- Sütteö József (1826-1864) másod aljegyző Léván,[40] Bars vármegye alkotmányos főbírája[41]
- Mártonfalvai Süteő Rudolf (1832-1906) kúriai tanácselnök, bíró.
- Mártonfalvi Süteö István Hont vármegye táblabírája, a csehszlovák államfordulat után OKP szervező, Ipolyságon nyugszik[42]
- Samassa János (1867-1948) jogakadémiai tanár, országgyűlési képviselő, mártonfalvi Süteő Adalberta fia